# Villamarzana
Villamarzana es una localidad y comune italiana de la provincia de Rovigo, región de Véneto, con 1.238 habitantes.

## Evolución demográfica
| Gráfica de evolución demográfica de Villamarzana entre 1861 y 2001 |
|                                                                    |
| Fuente ISTAT - elaboración gráfica de Wikipedia                    |